# Tatjana Nikolajewna Dronina
Tatjana Nikolajewna Dronina (russisch Татьяна Николаевна Дронина, wiss. Transliteration Tat'jana Nikolaevna Dronina; * 16. November 1978 in Balaschicha, Sowjetunion) ist eine ehemalige russische Handballspielerin, die für die russische Nationalmannschaft auflief.

## Karriere

### Im Verein
Dronina begann das Handballspielen im Alter von 13 Jahren und spielte bis zum Jahr 1999 in Weschnjaki. Daraufhin wechselte sie zum russischen Erstligisten GK Dynamo Wolgograd, mit dem sie 2000 sowie 2001 die russische Meisterschaft gewann. Nachdem die Außenspielerin in der Saison 2001/02 mit Wolgograd Vizemeister wurde, schloss sie sich dem Ligakonkurrenten GK Rostow am Don an. Zwei Jahre später wechselte sie zu Swesda Swenigorod. Dronina lief bis zum Jahr 2006 für Swesda auf und legte anschließend eine Babypause ein.
Dronina spielte ab dem Sommer 2008 beim russischen Erstligisten GK-53 Moskau. Zum Jahreswechsel 2008/09 kehrte sie wieder zu Swesda Swenigorod zurück. Im Sommer 2010 wechselte sie nach zwei Vizemeisterschaften mit Swesda zum Ligakonkurrenten GK Lada Toljatti. In der Saison 2011/12 stand sie erneut bei Swesda Swenigorod unter Vertrag. Anschließend wechselte Dronina zu GK Kuban Krasnodar. Dort beendete sie im Jahr 2013 ihre Karriere.

### In der Nationalmannschaft
Dronina gehörte ab dem Jahr 2005 Kader der russischen Nationalmannschaft an. Mit der russischen Auswahl gewann sie 2009 die Goldmedaille bei der Weltmeisterschaft.